# El Hammamet
El Hammamet là một đô thị thuộc tỉnh Alger, Algérie. Dân số thời điểm năm 2002 là 19.651 người.